# Jill Marie Jones
Pour les articles homonymes, voir Jones.
Jill Marie Jones, née le 4 janvier 1975 à Dallas, est une actrice américaine.
Ancienne danseuse et pom-pom girl professionnelle, elle se fait connaître par les rôles réguliers qu'elle incarne dans les séries Girlfriends (2000-2006), Sleepy Hollow (2013-2015) et Ash vs. Evil Dead (2015-2016) .

## Biographie

### Jeunesse et formation
Jones est né à Dallas, au Texas. Après avoir fréquenté la Duncanville High School et la Texas Women's University, Jones a été pendant deux ans, membre des Dallas Cowboys Cheerleader et des Dallas Mavericks Dancer, pendant un an. Elle a voyagé avec l'United Service Organisation (USO) et le département de la Défense des États-Unis, en Corée, Israël et l'Egypte. Elle a également participé aux émissions de télévision Monday Night Football et The Miss Texas Pageant.

### Carrière
Elle a commencé sa carrière en tant que mannequin, avant de déménager à Los Angeles pour se consacrer à sa carrière d'actrice. Elle obtient un contrant de trois ans en tant qu'égérie de la marque Baileys Irish Cream.
Jill Marie Jones fait ses débuts, en 2000, dans la série City Guys. Cette même année, elle décroche surtout, aux côtés de Tracee Ellis Ross, Golden Brooks et Persia White, l'un des premiers rôles de la série comique du réseau UPN, Girlfriends. Considérée comme la version afro-américaine de Sex and the City, la série est saluée par la critique et se retrouve nommée lors de prestigieuses cérémonies de remises de prix comme les Primetime Emmy Awards et les ALMA Awards.
Elle y joue le rôle de Toni Childs, une femme égocentrique et matérialiste, pendant six saisons. En effet, en mai 2006, il est confirmé que l'actrice quittait la série puisque son contrat prenait fin. En dépit d'une large déception des fans du programme à la suite de ce départ, Jill Marie Jones souhaitait se concentrer sur sa carrière au cinéma.
Après avoir quitté le show, Jones apparaît dans plusieurs longs métrages. Elle obtient les rôles principaux des films indépendants Universal Remote et Redrum et joue également dans The Perfect Holiday, face à Queen Latifah et Terrence Howard ainsi que Morris Chestnut, Rachel True, et Gabrielle Union. Toutes ces productions sont commercialisées en 2007.
En août 2007, Jones tourne la comédie Blonde et dangereuse avec Jessica Simpson. En septembre 2008, elle est apparue dans le clip vidéo de Ne-Yo de la chanson She Got Her Own qui est un remix de son single Miss Independent. Elle renouvelle cette expérience, en 2010, avec la chanson Got Your Back de T.I. et Keri Hilson.
Jones a également partagé la vedette aux côtés de Laura Harring dans le film indépendant de 2009, Drool.
En 2010, Jones obtient le premier rôle de la mini-série du réseau TBS, Gillian in Georgia.
En 2013, elle apparaît dans la deuxième saison de la série horrifique du réseau FX, American Horror Story. Cette année-là, elle décroche surtout un rôle récurrent dans la série dramatique et fantastique, Sleepy Hollow, diffusée sur ce même réseau. Elle y incarne l'ex-femme d'Orlando Jones. En février 2015, le réseau Starz annonce que Jones fut choisie afin d'incarner l'un des premiers rôles de la première saison de la comédie horrifique Ash vs. Evil Dead créée par Sam Raimi,.
En 2018, elle est à l'affiche du film d'horreur indépendant BOO!. Puis, elle décroche l'un des premiers rôles de la série d'UMC, la plateforme de streaming du réseau AMC, Monogamy. En fin d'année 2019, dans le cadre d'une soirée spéciale intitulée Cast From The Past, plusieurs séries télévisées phare du réseau ABC, sont amenées à recevoir des guest-star de précédents shows à succès. C'est ainsi que Jill Marie Jones, Tracee Ellis Ross, Golden Brooks et Persia White sont réunies à nouveau à l'écran pour un épisode de la saison 6 de Black-ish,.

### Vie privée
Très discrète concernant sa vie privée, elle a eu une brève relation avec le producteur de musique Bryce Wilson puis avec Ray Liotta, pendant quelques mois.

## Filmographie
Sauf indication contraire, les informations mentionnées dans cette section peuvent être confirmées par la base de données cinématographiques IMDb,  présente dans la section « Liens externes ».

### Cinéma

#### Longs métrages
- 2007 : Universal Remote de Gary Hardwick : reporter
- 2007 : Redrum de Kenny Young : Tonya
- 2007 : The Perfect Holiday de Lance Rivera : Robin
- 2008 : The Longshots de Fred Durst : Ronnie
- 2008 : Blonde et dangereuse de Steve Miner : Private Connie Johnson
- 2009 : Drool de Nancy Kissam : Imogene Cochran
- 2011 : Meeting Spencer de Malcolm Mowbray : Nikki Ross
- 2011 : 35 and Ticking de Russ Parr : Coco
- 2014 : Men, Money & Gold Diggers de Roger Melvin : Dedra
- 2014 : Hear No Evil de Russ Parr : Kate
- 2019 : BOO! de Luke Jaden : Elyse
- 2020 : Charming the Hearts of Men de Susan DeRose : Viola

### Télévision

#### Séries télévisées
- 2000 : City Guys : capitaine des majorettes (1 épisode)
- 2000 - 2006 : Girlfriends : Toni (rôle principal - 137 épisodes)
- 2010 : Gillian in Georgia : Gillian (mini-série, rôle principal - 10 épisodes)
- 2010 : Meet the Browns : ? (1 épisode)
- 2013 : American Horror Story : Pandora (saison 2, épisode 11)
- 2013 - 2015 : Sleepy Hollow : Cynthia Irving (saisons 1 et 2, 6 épisodes)
- 2015 - 2016 : Ash vs Evil Dead : Amanda Fisher (saison 1, 10 épisodes)
- 2018 - 2019 : Monogamy : Maggie (rôle principal - 12 épisodes - également productrice exécutive)
- 2019 : Black-ish : Tina (saison 6, épisode 3)

### Clips vidéo
- 2008 : She Got Her Own de Ne-Yo et Jamie Foxx
- 2010 : Got Your Back de T.I. et Keri Hilson

## Distinctions
Sauf indication contraire ou complémentaire, les informations mentionnées dans cette section proviennent de la base de données IMDb.

### Récompenses
- FilmOut San Diego 2010 : meilleure actrice dans un second rôle pour Drool

### Nominations
- BET Comedy Awards 2004 : meilleure actrice dans un second rôle dans une série télévisée comique pour Girlfriends
- NAACP Image Awards 2006 : meilleure actrice dans une série télévisée comique pour Girlfriends